# Pride (In the Name of Love)
Pride (In the Name of Love) ist ein Stück der irischen Rockband U2. Es ist das zweite Stück auf ihrem 1984er-Album The Unforgettable Fire. Das Lied wurde als Singleauskopplung im September 1984 veröffentlicht. Die Single erhielt von der Musikpresse durchschnittliche Kritiken, war aber für die Band ein enormer Erfolg. 
Heute gehört Pride (In the Name of Love) zu den bekanntesten Songs der Band und wurde über 1000 Mal auf ihren Konzerten gespielt. Das Lied erschien auf der U2-Compilation The Best of 1980–1990 und fand sich auch auf dem 2006er-Album U218 Singles.

## Songtext
Inhalt des Stücks ist das Leben von Martin Luther King.

## Coverversionen
Eine Techno-Version des Lieds von Clivillés & Cole schaffte es 1992 auf Platz 15 der britischen Charts. Für den Trailer zur dritten Staffel der Fernsehserie The Man in the High Castle wurde 2018 von Lxandra ein Cover des Stücks aufgenommen.

## Kommerzieller Erfolg

### Chartplatzierungen
| ChartsChartplatzierungen       | Höchstplatzierung | Wochen |
| ------------------------------ | ----------------- | ------ |
| Deutschland (GfK)              | 27 (12 Wo.)       | 12     |
| Irland (IRMA)                  | 2 (7 Wo.)         | 7      |
| Vereinigte Staaten (Billboard) | 33 (15 Wo.)       | 15     |
| Vereinigtes Königreich (OCC)   | 3 (11 Wo.)        | 11     |

### Auszeichnungen für Musikverkäufe
| Land/Region                  | Auszeichnungen für Musikverkäufe (Land/Region, Auszeichnung, Verkäufe) | Verkäufe |
| ---------------------------- | ---------------------------------------------------------------------- | -------- |
| Brasilien (PMB)              | Platin                                                                 | 60.000   |
| Italien (FIMI)               | Gold                                                                   | 35.000   |
| Neuseeland (RMNZ)            | Platin                                                                 | 30.000   |
| Spanien (Promusicae)         | Gold                                                                   | 10.000   |
| Vereinigtes Königreich (BPI) | Silber                                                                 | 200.000  |
| Insgesamt                    | 1× Silber · 2× Gold · 2× Platin ·                                      | 355.000  |

Hauptartikel: U2 (Band)/Auszeichnungen für Musikverkäufe